# Міст квітів
Міст квітів (рум. Podul de Flori) — масова подія, яка відбулась 6 травня 1990 на берегах річки Прут, що слугувала кордоном між Молдовською РСР та Румунією. Пізніше акція повторилась 16 червня 1991.

## 6 травня 1990
Перший раз подія відбулась 6 травня 1990 року, коли громадянам Румунії на один день, між 13 та 19 годинами, дозволили перетнути річку Прут і потрапити в Молдовську РСР без паспортів чи віз. Уздовж румунсько-молдовського кордону на річці Прут, довжиною 700 км, були утворені 8 пропускних пунктів. Люди з обох боків кордону, які були розділені із часів Другої світової війни (до війни Молдова була частиною Румунського королівства), нарешті зустрілись на молдовському березі річки, яку тоді називали «Водним Берлінським муром».
За приблизними підрахунками в події взяли участь 1 200 000 осіб. В той день приблизно 250 000 осіб перетнуло кордон на пропускному пункті в Унгенах. Культурна ліга за повсюдну єдність румунів, Бухарестсько-Кишинівська культурна спілка та Народний фронт Молдови ще вранці влаштували флешмоб, під час якого тисячі людей почали кидати квіти у воду. Дуже скоро вся поверхня річки була вкрита квітами, створивши символічний «Міст квітів» між двома країнами. Опівдні група священників виконала церковний гімн «Te Deum», після якого довго дзвеніли церковні дзвони з обох боків річки. О 13 годині люди почали переходити кордон. До 6 години вечора тривали святкування, народні гуляння та ігри.
Після цього дня процедура перетину кордону між Молдовською РСР та Румунією була значно спрощена.

## 16 червня 1991
Вдруге подібна подія відбулась 16 червня 1991. Цього разу жителям Молдовської РСР дозволили перетнути кордон без пред'явлення документів. Більше 150 000 осіб перетнули кордон в молдовському місті Скулені і потрапили в повіт Ясси. Серед них була і делегація від Парламенту Молдови на чолі із Ніколае Костіном, мером Кишиніва. На честь цієї події в місті Галац перед Церквою Успіння Богородиці був встановлений хрест, що символізує єдність Румунії та Молдові.

## Цитати
|                                           | В цей день відновилась справедливість після того дня 16 травня 1812, коли Росія на чолі із царем Олександром I розділила Молдову, як і після 28 червня 1940, коли Сталін розірвав на шматки Велику Румунію. Наша зустріч із бессарабськими братами ще раз довела, що ми один народ, який розмовляє мовою Емінеску і живе між Прутом та Дністром, і що союз, який тривав лише шість годин, стане лише початком остаточного об'єднання. |
| — Мірча Косма, голова ради повіту Прахова | |

|                                                                  | Це була неймовірно емоційна подія. Люди кричали та звали одне одного і знову знаходили одне одного через довгі роки. В якийсь момент чоловік з іншого берегу річки стрибнув у воду і почав пливти до бессарабців на іншому березі. Мої сусіди із Перерити мовчки спостерігали за цим. В них кипіли емоції, але вони не наважувались поворухнутись поки чоловік із Перерити не стрибнув у воду. За ним послідували всі інші. Вони всі зустрілись на середині Пруту і виконалу таку Хору, якої Світ ще не бачив. Саме тому я кажу, що всі хто висміює Міст квітів самі є смішними. Сльози радості неможливо придушити. |
| — Григорій Вієру, поет та член-корреспондент Румунської академії | |

|                                                                  | З точки зору зовнішньої політики, ця подія поставила Румунії ціль привести Молдову до об'єднаної Європи. Тому, квіти кинуті у Прут 20 років тому, скоро знайдуть свій берег. |
| — Теодор Баконскі, Міністр закордонних справ Румунії (2009-2012) | |

|                                                                 | Десятки тисяч румун з обох сторін розтеклись наче річка. Румуни, ті що з західного берега Пруту, були першими, хто зайшов на територію СРСР без дозволу уряду. |
| — Іон Унгуряну, Міністр культури та релігії Молдови (1990-1994) | |

## Реакція
- У серпні 1991 Президент Молдови Мірча Снегур запропонував своєму румунському колезі Йону Ілієску утворити союз Румунії та Молдови, однак його пропозиція залишилась без відповіді.[10]
- Під час Президент Франції Франсуа Міттеран, за проханням Михайла Горбачова, попросив Йона Ілієску не робити ніяких поспішних кроків у зв'язку із подіями.